# Arvidsjaurs flygplats
Arvidsjaur flygplats (IATA: AJR, ICAO: ESNX) är en regional flygplats belägen utanför Arvidsjaur. Avståndet fågelvägen till centrum är 5 km, och med bil 11 kilometer. Flygplatsen etablerades år 1990 och ägs av Arvidsjaur Flygplats AB. Start- och landningsbanans längd är 2 500 m och dess bredd är 45 m.

## Historia
Arvidsjaur flygplats etablerades år 1990. Huvuduppgiften för flygplatsen är att bedriva reguljär flygtrafik till och från Stockholm. Flygplatsen är en viktig länk för flygkommunikationer i Norrbottens inland. Flygplatsen ligger i ett område där internationella och nationella företag inom biltestindustrin verkar, och som turister gärna besöker. Den viktigaste målgruppen för reguljärflyget är ändå anställda på och besökande till företagen och organisationerna i området.
Under vintersäsongen så expanderar flygkommunikationerna och har så gjort år efter år genom etableringen av chartertrafiken år 1999. Arvidsjaur flygplats expanderar för varje år och nya verksamheter tillkommer. Flygplatsen var en viktig anledning till att biltester etablerades i denna region. Man behövde ett område med mycket kyla, existerande hotell och en flygplats med lång bana (eftersom större jetplan med bränsle för 2000 km flygning inte kan starta på de banor som annars är vanliga i Norrlands inland).

## Den reguljära flygtrafiken
Nextjet hade nonstopflyg till Stockholm under en viss del av året. Flygplanet som man använde för trafiken till Lycksele och Stockholm var en tvåmotorig turboprop av märket BAe ATP som rymmede 68 platser, vilket betyder att det nästan ryms 20 platser fler än i den SAAB 2000 som Skyways använde sig av hit, som var försedd med 50 platser. Skyways var den operatör som bedrev trafiken härifrån innan Nextjet tog över. Den 16 maj 2018 försattes Nextjet i konkurs och alla flygningar ställdes in. Den 16 september 2018 återkom reguljärflyg utfört av flygbolaget Nordica. Från och med oktober 2023 flyger Amapola Flyg till ARN..

## Övrigt förekommande flygtrafik
Flygplatsen har, till skillnad från Lycksele och Vilhelmina, en bana lång nog för jetplan som skall långväga med flera timmars restid.
På vintrarna flygs sedan många år charterflyg från Arvidsjaur till Tyskland (Frankfurt-Hahns flygplats, Stuttgart samt Hannover och München) med cirka 2-3 flyg per vecka, per riktning och destination. 
Nära dessa fyra städer finns stora tyska biltillverkare som har en omfattande testverksamhet av sina bilar i norra Sverige på vintern.
SAS har (till 2008) flugit reguljärt under vintrarna till och från Köpenhamn.
Flygplatsen har också affärs-, taxi- och privatflyg.

## Destinationer & flygbolag
| Flygbolag    | Destinationer                                                  |
| ------------ | -------------------------------------------------------------- |
| Amapola flyg | Stockholm-Arlanda, vissa turer går via Lycksele och Vilhelmina |

## Övrig flygverksamhet
På flygplatsen finns också flygskolan Scandinavian Aviation Academy som bedriver skolflygverksamhet med ett tiotal flygplan av typ Cessna 172. Man utbildar på Sandbackaskolan i Arvidsjaur sedan 1999 varje år cirka 50 nya ungdomar som efter två års studerande i samband med gymnasiestudier får en så kallad CPL, kommersiell pilotlicens.
Lappland Aviation Academy etablerade sig här på flygplatsen i maj 2008. Man bedriver utbildning för arbete i tornet så kallad AFIS-utbildning. Den första utbildningen startades i januari 2009. 
Här finns också Arvidsjaur Test & Training som finns här på flygplatsen sedan i september 2008. Man äger och förvaltar utbildningsmateriel, lokaler och testutrustning som exempelvis flygsimulator

## På flygplatsen
Informationsdisk finns i avgångshallen, där också restaurangen finns belägen. Det finns även en cafeteria i avgångshallen som håller öppet under chartersäsongen.

## Till och från flygplatsen
- Det finns taxi och förbokad flygtaxi
- Länstrafiken Norrbotten har turer till Arjeplog, som körs med taxi, matchar inrikesplan och som måste förhandsbokas (linje 910).
- Biluthyrning finns (firmor: Avis, Europcar, Hertz, Sixt)
- Avgiftsfri parkering finns för bilar. Man kan betala för motorvärmaruttag.

Kommunhuvudorter som betjänas av Arvidsjaur flygplats har följande vägavstånd:
- Arjeplog 98 km
- Arvidsjaur 12 km
- Malå 81 km
- Sorsele 95 km
- Norsjö 98 km